# Neva
De Neva (Russisch: Нева) is een rivier in Rusland. De rivier is 74 km lang en variërend van 200 tot 1200 meter breed. Zij stroomt van het Ladogameer naar de Oostzee (Finse Golf). De Neva is onderdeel van de Wolga-Baltische waterweg tussen de Oostzee, de Witte Zee en de Kaspische Zee.
Aan de monding van de Neva ligt de stad Sint-Petersburg. Daar stroomt de rivier de Nevabaai in.
- Gemeinsame Normdatei: 4669196-0
- Nationale Bibliotheek van Tsjechië: ge632003
- Virtual International Authority File: 237015439